# Felice Brusasorzi

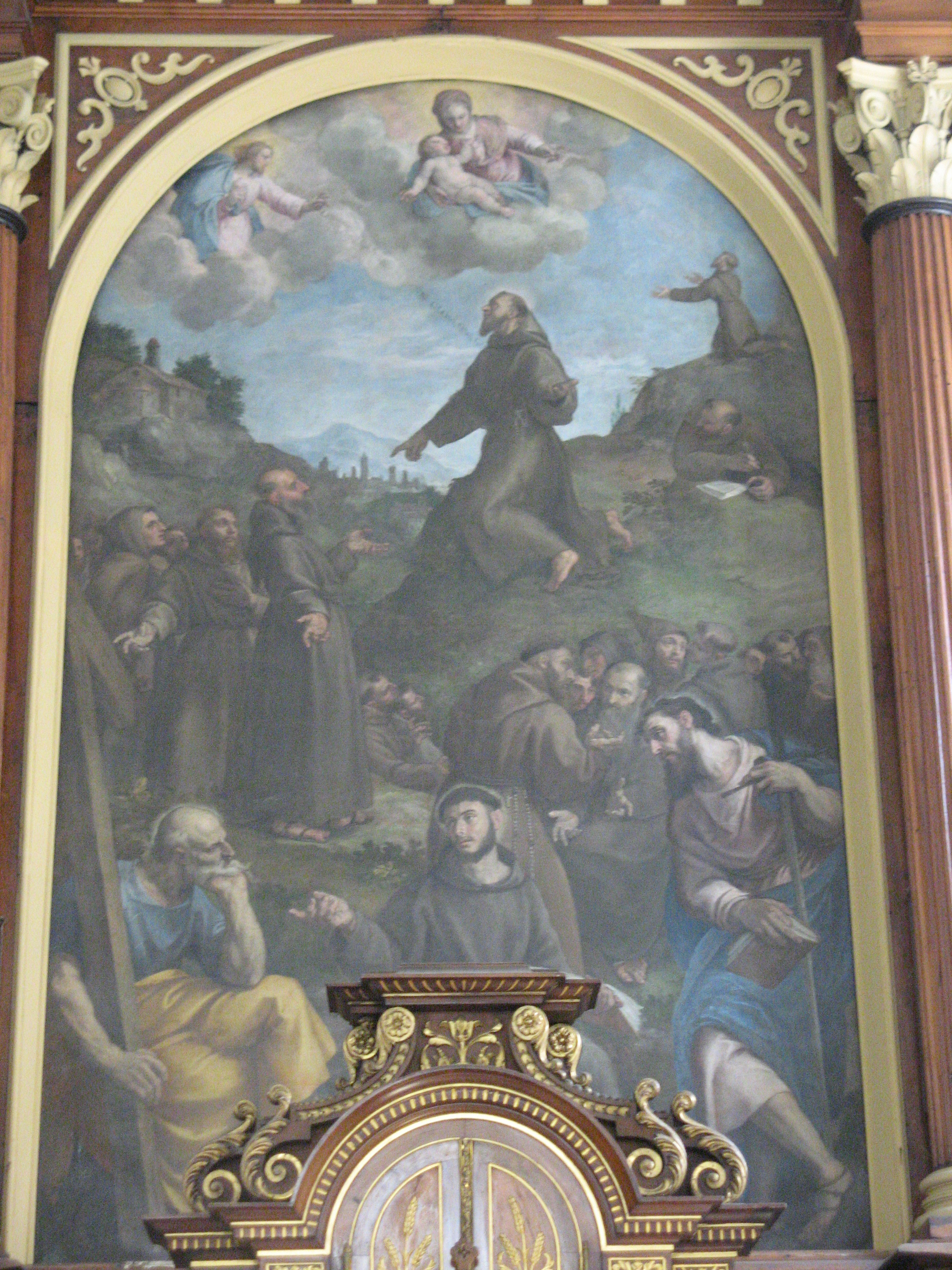
Felice Brusasorzi, San Francesco riceve la seconda regola, Chiesa dei Cappuccini (Bolzano)

Felice Brusasorzi o Brusasorci, pseudonimo di Felice Riccio (Verona, 1539 – Verona, 1605) è stato un pittore italiano.

## Biografia
Felice era figlio di Domenico Brusasorzi, dal quale ereditò il mestiere di pittore, come la sorella Cecilia e il fratello Giambattista. Alla morte del padre, Felice cominciò a viaggiare: dipinse per diversi anni a Firenze (dove la sua presenza è annotata nel 1597) e al suo ritorno a Verona diffuse lo stile manierista, che aveva appreso in Toscana, ma aperto all'influenza parmense e lombarda. Numerosi sono i suoi lavori conservati nelle chiese veronesi impregnati di linee artistiche parmigianesche come negli Arcangeli della Madonna in gloria, nella Deposizione e nella Flagellazione.
Notevole fu la sua produzione di pitture su pietra di paragone, di cui fornisce testimonianza il pittore, incisore e scrittore Carlo Ridolfi.
Nel quadro raffigurante San Francesco riceve la seconda regola, del 1600 (conservato nella chiesa dei Cappuccini di Bolzano) fu, secondo alcuni studiosi, precursore di alcune tendenze barocche.
Ebbe numerosi discepoli, tra i quali si ricordano Sante Creara, Pasquale Ottino, Marcantonio Bassetti e Alessandro Turchi.
Al pari del padre Domenico fu pittore ufficiale della Accademia Filarmonica di Verona.

## Opere

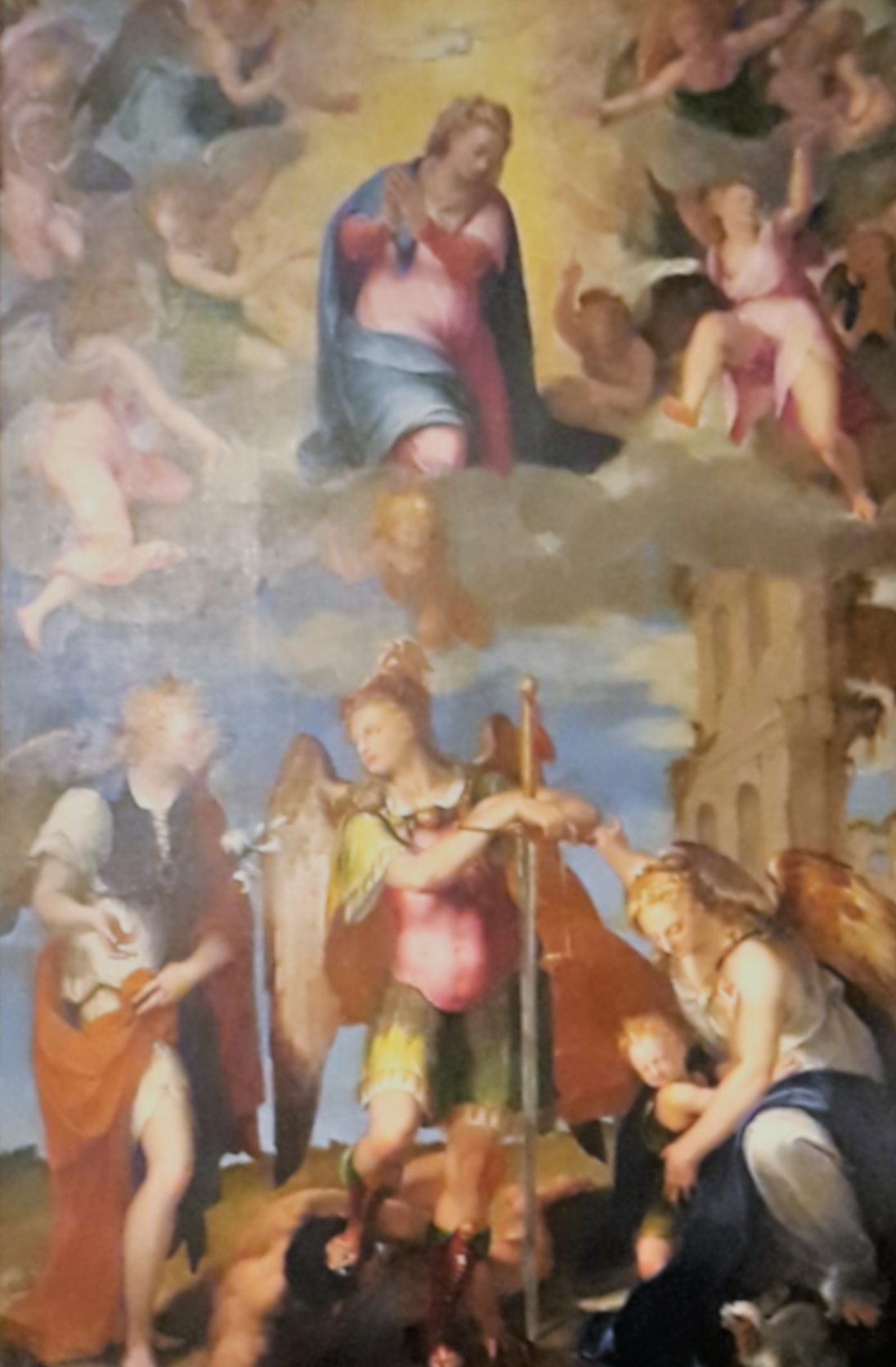
Felice Brusasorzi, I Tre Arcangeli, chiesa di San Giorgio in Braida, Verona

Felice Riccio operò prevalentemente a Verona e provincia: numerose chiese contengono ancora oggi le sue opere. Tra esse ricordiamo:
- Mosè salvato dal Nilo, Verona, Museo di Castelvecchio;
- Flagellazione di Cristo, Verona, Museo di Castelvecchio;
- San Raimondo e San Vincenzo, Verona, chiesa di Sant'Anastasia;
- Madonna e santi, Verona, chiesa dei Santi Nazaro e Celso;
- Portelle dell'organo del duomo di Verona;
- Deposizione dalla Croce, Ronco all'Adige, chiesa di Tombazosana;
- Madonna della Rosa, Verona, chiesa di Santa Lucia Extra;
- Santa Lucia trainata dai buoi, Verona, chiesa di Santa Lucia Extra;
- L'Adorazione dei Magi, Verona, chiesa dei Santi Apostoli;
- Madonna con Bambino, due angeli e Arcangelo Michele, Arco, collegiata dell'Assunta, pala del primo altare laterale sinistro;
- San Girolamo penitente, Rovereto, chiesa arcipretale di San Marco;
- San Francesco che riceve le stigmate, olio su tela, attribuito, Castel Goffredo, chiesa prepositurale di Sant'Erasmo.[1]
- Ultima cena, Lucera, basilica cattedrale dell'Assunta